# Katie Wright
Kathryn Wright Azaria (Kansas City, 25 de diciembre de 1981) es una actriz estadounidense de cine y televisión, reconocida principalmente por su participación en los seriados Malibu Shores y Melrose Place, y en el largometraje de 1999 Idle Hands.

## Carrera
Wright empezó su carrera como actriz apareciendo en dos episodios de la serie de televisión The Wonder Years y más adelante realizó varios papeles protagónicos especialmente en telefilmes, adicional a su aparición como miembro regular del elenco en los seriados Malibu Shores y Melrose Place. En 1999 interpretó el personaje secundario de Tanya en el largometraje de terror y comedia Idle Hands. En 2000 recibió el premio a mejor actriz en el Festival de Cine de Slamdunk por su papel en la comedia Hairshirt, la cual también se encargó de producir.
Wright se retiró de la actuación un año después para iniciar estudios de terapia familiar.

## Plano personal
Hija de Scott (un médico) y Mary Wright, Katie nació en Kansas City, Misuri y se crio en Villanova, Pennsylvania, graduándose en 1990 de la secundaria de Harriton. Es media hermana del actor Jack Noseworthy, con quien integró el reparto del filme Idle Hands en 1999. Wright se casó con el reconocido actor Hank Azaria en 2007. La pareja tiene un hijo.

## Filmografía

### Cine
| Año  | Título                               | Papel                 | Notas        |
| ---- | ------------------------------------ | --------------------- | ------------ |
| 1994 | It's Pat                             | Groupie               |              |
| 1996 | God's Lonely Man                     | Danielle              |              |
| 1996 | When Friendship Kills                | Alexis 'Lexi' Archer  | Telefilme    |
| 1996 | A Friend's Betrayal                  | Cindy                 | Telefilme    |
| 1996 | Abduction of Innocence               | Clare Steves          | Telefilme    |
| 1997 | Detention: The Siege at Johnson High | Samantha Eckert       | Telefilme    |
| 1998 | Hairshirt                            | Corinne 'Corey' Wells |              |
| 1999 | Idle Hands                           | Tanya                 |              |
| 1999 | Late Last Night                      | Mia                   | Telefilme    |
| 2000 | The David Cassidy Story              | Susan Dey             | Telefilme    |
| 2000 | The Sculptress                       | Sarah                 |              |
| 2001 | The Good Things                      | Christina             | Cortometraje |

### Televisión
| Año  | Título               | Papel            | Notas        |
| ---- | -------------------- | ---------------- | ------------ |
| 1993 | The Wonder Years     | Jane             | 1 episodio   |
| 1993 | The Wonder Years     | Jane             | 1 episodio   |
| 1994 | Harts of the West    | Modelo           | 1 episodio   |
| 1996 | Malibu Shores        | Nina Gerard      | 10 episodios |
| 1997 | Melrose Place        | Chelsea Fielding | 12 episodios |
| 1997 | Boy Meets World      | Debbie           | 1 episodio   |
| 1997 | Players              | Sarah Dalton     | 1 episodio   |
| 1999 | Cracker              | Jennifer Sieger  | 1 episodio   |
| 2000 | Walker, Texas Ranger | Cara Parkins     | 1 episodio   |